# 真観
真観（しんかん、建治元年（1275年）- 暦応4年/興国2年6月2日（1341年7月16日））は、鎌倉時代末期から南北朝時代の時宗の僧。正式には浄阿弥陀仏。号は真観。出身は上総国牧野氏。時宗十二派に数えられる時宗四条派の祖。

## 略歴
幼少で出家し、初めは鎌倉極楽寺の忍性から戒律を学んだ。ついで紀伊国由良興国寺の心地覚心から禅を学び、熊野新宮で霊告を受けて一阿と名を改めた。
正安2年（1300年）、上野国板鼻で時宗遊行上人第2世他阿真教に師事し、相模国当麻無量光寺に住した。延慶2年（1309年）、上洛して祇陀林寺に住した。他阿真教から、洛中（京都内）での賦算を許される。応長元年（1311年）、後伏見上皇の女御広義門院藤原寧子の安産を願って霊験があり、後の北朝初代光厳天皇が誕生したことから、京都四条京極の地を賜り、祇陀林寺を金蓮寺とあらためた。四条道場とも呼ばれる。応長2年（1312年）に後伏見上皇から上人号が贈られ、以後、金蓮寺歴代住職は浄阿弥陀仏を襲名する。
後の応永31年（1424年）に独立する時宗十二派の一つとして数えられる「四条派」は、この真観の流れである。
『浄阿上人絵詞伝』には、真観が越中国野尻で日蓮宗徒に襲われ、道元の外護者の一人であり、六波羅探題評定衆であった波多野義重の孫で、領主の波多野重通に助けられ九死に一生を得るという逸話が記されている。重通は時宗四条派の成立に大きな役割を果たし、真観の活動を支援した大檀那でもあった。